# Schlieper & Baum
Die Schlieper & Baum AG war ein in Textilindustrie tätiges Unternehmen aus Elberfeld (heute Wuppertal). Das Unternehmen war zeitweise die größte Kattundruckerei Deutschlands, sowie eine der größten Europas und exportierte die von ihr bedruckten Stoffe weltweit.

## Allgemein
Zu Beginn und bis zur Mitte des 20. Jahrhunderts war Schlieper & Baum mit über 1000 Beschäftigten einer der größten Arbeitgeber in der damaligen Textilhochburg Elberfeld. Die Firma war ansässig in der Wupperstraße 22–40 in Elberfeld, in unmittelbarer Nachbarschaft zu der Hofaue, die zum Ende des 19. Jahrhunderts und in der ersten Hälfte des 20. Jahrhunderts das Zentrum der Elberfelder Textilindustrie darstellte und deutschlandweit als Textilhandelsstraße bekannt war.

## Geschichte
Die Firma, aus der Schlieper & Baum hervorgehen sollte, wurde 1828 von Mitgliedern miteinander verwandter Fabrikantenfamilien gegründet. Sie trug zunächst den Namen „Gebr. Bockmühl, Schlieper & Hecker“ und entstand aus dem Zusammenschluss einer Schnürriemen- und Bandfabrik der Familie Bockmühl und einer von der Familie Schlieper betriebenen Färberei. Nach Eintritt des Schwiegersohns von Abraham Bockmühl, Johann Peter Baum, in die Firma, wurde beschlossen, eine neue Fabrik zum Bedruck von Baumwollstoffen zu eröffnen. Eine gute Ertragslage ermöglichte den Erwerb eines zweiten Produktions-Standorts in Laaken. In Laaken wurde zunächst eine Bleicherei errichtet, in den Folgejahren auch eine Färberei, eine Appretur und eine Rauherei. Für über 200 Familien von Werksangehörigen wurden 42 Wohnhäuser, zwei Kirchen, ein Konsumgeschäft, ein Werkskasino und eine werkseigene Badeanstalt errichtet.
In den Jahren des wirtschaftlichen Aufschwungs nach dem Deutsch-Französischen Krieg und der Reichsgründung wuchs Schlieper & Baum stark und baute ihre Produktionsstätten im Wupperbogen an der Kluse beständig aus. Infolge der Entwicklung innovativer Farb- und Druckverfahren durch Adolf Schlieper wurde das Wachstum der Firma erheblich angetrieben. 1879 wurden mit nun bereits 24 Druckmaschinen 21 Millionen Meter Stoff bedruckt. In einer eigenen Gravieranstalt auf 2.700 Walzen wurde mittlerweile eine Kollektion von 1.100 Mustern produziert. Zudem expandierte das Unternehmen ins Ausland: weltweit wurden Agenturen eingerichtet, um Aufträge zu akquirieren und die Export-Lieferungen abzuwickeln. Im Jahr 1905 stellte Schlieper & Baum den Antrieb der Maschinen von Dampf- auf Elektromotoren um.
Die wirtschaftlichen Belastungen der Kriegsjahre 1914–1918 konnte Schlieper & Baum ohne größere Schäden überstehen, da aufgrund der großen Stofflager weiter produziert werden konnte. Bei zunehmender Knappheit der Baumwollstoffe im Krieg, verarbeitete die Firma auch Ersatzstoffe wie Papierstoffe. Ferner wurden in dieser Zeit Ballon- und Flugzeugstoffe für das Heer produziert.
Die für die Branche schwierige Nachkriegszeit mit sozialen Unruhen, Inflation und der Baumwollkrise von 1925/26 konnte durch die hohe Nachfrage nach Druckstoffen nahezu schadlos überstanden werden. Der durch die Baumwollkrise bedingte Preissturz bei Baumwollprodukten wurde u. a. durch eine Diversifikation der Produktpalette aufgefangen. So hatte die Firma schon vor der Krise neben Baumwoll- auch Wollstoffe auch Kunstseide bedruckt. Zudem konnten die Vertriebswege effizienter gestaltet werden, indem Schlieper & Baum nicht mehr an Großhändler, sondern unmittelbar an Kaufhäuser und Einkaufsgenossenschaften verkaufte.
Infolge des wirtschaftlichen Aufschwungs der 1930er Jahre konnten auch die Umsätze und Gewinne der Firma gesteigert werden, und die bisherige oHG wurde in eine Aktiengesellschaft mit einem Stammkapital von 3,5 Millionen Mark umgewandelt. Schlieper & Baum war zu diesem Zeitpunkt einer der größten Arbeitgeber in Elberfeld.
Der Zweite Weltkrieg brachte ein vorläufiges Ende der bisherigen Erfolge. Bei einem Bombenangriff im Jahr 1943 wurden die Werke in Elberfeld und in Laaken nahezu komplett zerstört. Zahlreiche Familienmitglieder der Familien Schlieper und Baum fielen im Krieg. Die Bemühungen die Produktion über Lohnaufträge an fremde Firmen auszulasten, war nur teilweise erfolgreich. Bedingt durch Rohstoffmangel und Zerstörungen von Fabriken und Maschinen, dauerte es bis zur Währungsreform 1948, bis die Produktion wieder vollständig anlaufen konnte. 1950 wurden jedoch schon wieder ca. 1000 Arbeiter und Angestellte in den Werken und Büros in Elberfeld und Laaken beschäftigt.
Die Firma wurde weiter von Mitgliedern beider Familien geleitet, unter ihnen der spätere Geschäftsführer und Direktor der Igedo und Kunstsammler Gustav Adolf Baum. Die Koreakrise, die zunehmende Konkurrenz durch billige Textilimporte aus dem Ausland und dadurch bedingt steigende Verluste führten zu einer existenziellen Krise des Unternehmens. Das Elberfelder Werk wurde im Zuge einer umfassenden Reorganisation an die Stadt Wuppertal verkauft, das Werk in Laaken zusammengelegt und sämtliche Familienmitglieder beider Eigentümerfamilien mussten aus dem Unternehmen ausscheiden.
Nachdem zwischenzeitlich die Mechanische Baumwollspinnerei und Weberei Augsburg erfolglos als Hauptaktionär die Firma übernommen hatte und eine Übernahme durch eine amerikanische Firma gescheitert war, musste Schlieper & Baum 1962 Konkurs anmelden.

## Heutige Nutzung der Firmengrundstücke
Auf dem ehemaligen Elberfelder Fabrikgelände steht heute das Wuppertaler Schauspielhaus und ein Kino der Kette Cinemaxx. Die Firmengrundstücke in Laaken erwarb die Firma Vorwerk & Co. KG für 3,75 DM aus der Insolvenzmasse. Sie stellte dort bis 2019 unter anderem ihre Produkte Thermomix und Kobold her. Mittlerweile wird der Standort außerdem von einem Wuppertaler Förderungsprogramm für nachhaltige Start-Ups genutzt, das sich, in Anlehnung an das Silicon Valley, den Namen Circular Valley gegeben hat.